# Viola lutea
Viola lutea is een kruidachtige plant uit de viooltjesfamilie.
De soort telt een aantal ondersoorten, waarvan het zinkviooltje (Viola lutea subsp. calaminaria) in België en Nederland voorkomt.

## Etymologie en naamgeving
De botanische naam Viola is Latijn voor 'purperen bloem'. De soortaanduiding lutea is Latijn voor 'geel'.

## Kenmerken
Voor de kenmerken, zie het geel viooltje.

## Taxonomie
De volgende ondersoorten zijn bekend:
- Viola lutea subsp. lutea (geel viooltje)
- Viola lutea subsp. calaminaria (Gingins) Nauenb. (1986) (zinkviooltje)
- Viola lutea subsp. elegans Kirschl.
- Viola lutea subsp. sudetica  (Willd. ex Schltr.) Nyman
- Viola lutea subsp. westfalica

... · 
V. arvensis (akkerviooltje) · 
V. ×bavarica (middelst bosviooltje) · 
V. biflora (tweebloemig viooltje) · 
V. calcarata (langsporig viooltje) · 
V. canina (hondsviooltje) · 
V. cornuta (hoornviooltje) · 
V. cryana · 
V. curtisii (duinviooltje) · 
V. epipsila · 
V. guestphalica (violette zinkviooltje) · 
V. hirta (ruig viooltje) · 
V. ircutiana · 
V. kusnezowiana · 
V. lutea · 
V. lutea subsp. calaminaria (zinkviooltje) · 
V. lutea subsp. lutea (geel viooltje) · 
V. lutea subsp. elegans ·
V. mirabilis (wonderviooltje) · 
V. odorata (maarts viooltje) · 
V. palustris (moerasviooltje) · 
V. persicifolia (melkviooltje) · 
V. pubescens · 
V. reichenbachiana (donkersporig bosviooltje) · 
V. riviniana (bleeksporig bosviooltje) · 
V. rupestris (zandviooltje) · 
V. tricolor (driekleurig viooltje) · 
...